# Scina curilensis
Scina curilensis is een vlokreeftensoort uit de familie van de Scinidae. De wetenschappelijke naam van de soort is voor het eerst geldig gepubliceerd in 1956 door M. Vinogradov.